# Edgar Hanfstaengl

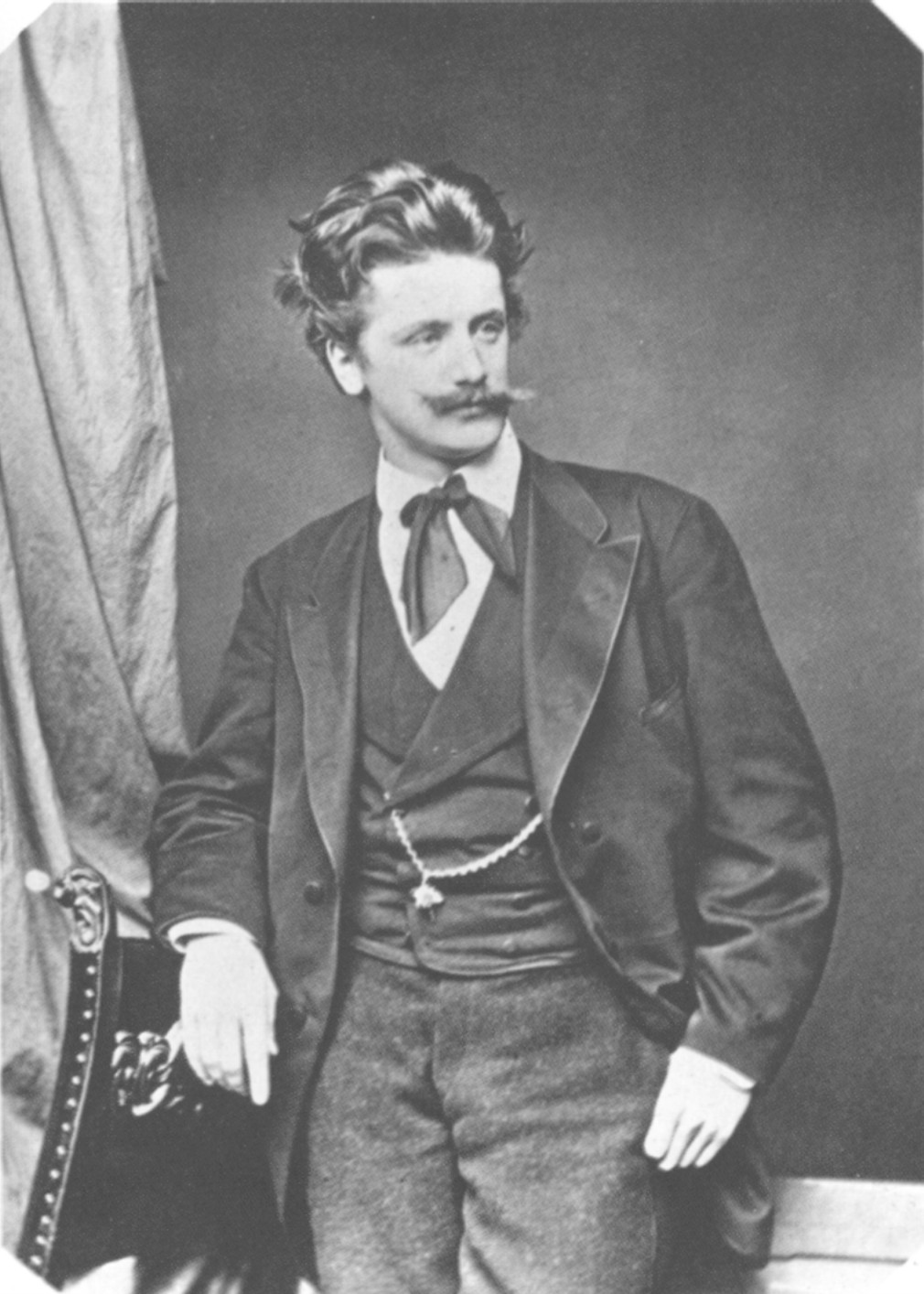
Edgar Hanfstaengl, ca. 1866

Edgar Hanfstaengl (* 15. Juli 1842 in München; † 28. Mai 1910 ebenda) war ein deutscher Prokurist, Handelskaufmann und Kunstverleger.

## Leben
Edgar Hanfstaengl wurde als Sohn des Fotografen Franz Hanfstaengl (1804–1877) und dessen Frau Franziska Hanfstaengl-Wegmeier (1809–1860) in München geboren.
Er absolvierte eine Ausbildung als Handelskaufmann in Stettin und in einem Londoner Großhandel. Anfang der 1860er war er in Asien als Kontorist beim Teehandelsunternehmen Clark tätig. 1866 kehrte er in den Kunstbetrieb seines Vaters nach München zurück, wo er als Prokurist tätig war.
Im selben Jahr entwickelte sich ein Liebesverhältnis zwischen ihm und Prinzessin Sophie Charlotte, der Verlobten von Ludwig II.
Am 12. November 1868 übernahm Edgar in München das photographische Atelier und erweiterte den Betrieb zum Kunstverlag Franz Hanfstaengl.
1882 heiratete Edgar Hanfstaengl die in Berlin geborene Katharina Wilhelmina Heine (1859–1945), Tochter des amerikanischen Brigadegenerals Wilhelm Heine und dessen Ehefrau Katharine Whetton Sedgwick. Über ihren Großvater Roderick Sedgwick (1785–1864) war sie verwandt mit dem General im amerikanischen Sezessionskrieg (1861–1865) John Sedgwick (1813–1864).
Das Ehepaar hatte fünf Kinder: Edgar (1883–1958), Egon (1884–1915), Erna (1885–1981), Ernst „Putzi“ (1887–1975) und Erwin (1888–1914). Der älteste Sohn Edgar führte seit 1907 den Kunstbetrieb seines Vaters. Die einzige Tochter Erna fand nach dem Tode ihres Vaters ein Kuvert mit dessen handschriftlichem Vermerk: „Briefe von Prinzessin Sophie Charlotte - ungelesen verbrennen. Edgar.“ Erna folgte dem Wunsch ihres Vaters nicht, sondern übergab die Briefe im Februar 1980 dem Autor Heinz Gebhardt, um „die Sache einmal richtigzustellen“.

## Auszeichnungen
- 1868 Ritterkreuz des Ernestinischen Hausorden durch Ernst Herzog von Sachsen-Coburg und Gotha[5]
- 1868 Große Goldene Medaille durch König Wilhelm I. von Preussen[5]

## Grabstätte

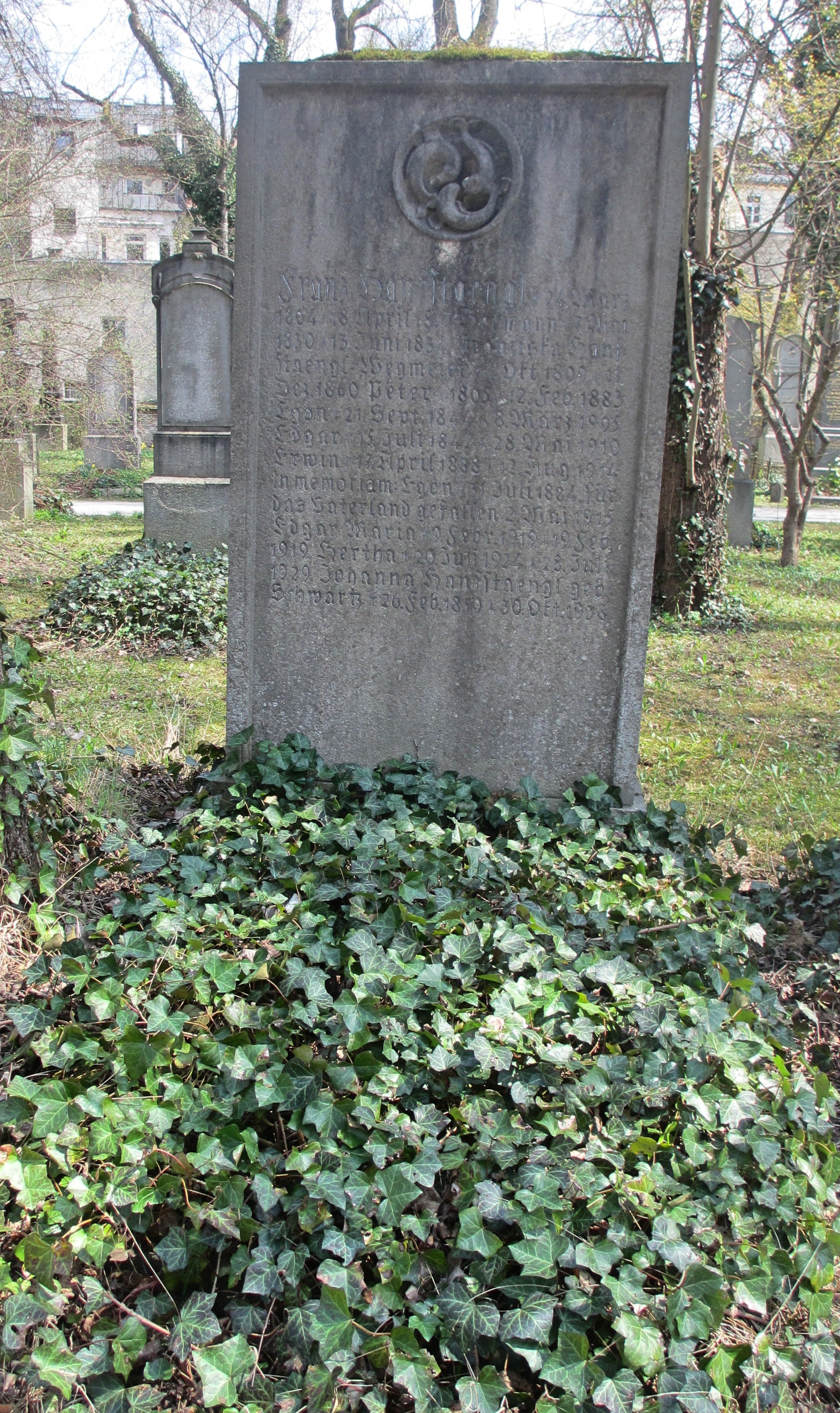
Grab von Edgar Hanfstaengl auf dem Alten Südlichen Friedhof in München

Edgar Hanfstaengl, Sophies „theurer, lieber Freund“, starb am 28. Mai 1910. Er wurde im Familiengrab der Familie Hanfstaengl begraben. Die Grabstätte befindet sich auf dem Alten Südlichen Friedhof in München (Gräberfeld 2 – Reihe 7 – Platz 37) Standort.